# Berettermodellen
Berettermodellen (også kaldet Hollywoodmodellen) er en model for dramatiske skelet, der bærer en beretning, f.eks en fortælling, en film, et teaterstykke, en TV-dokumentar eller en hvilken som helst anden form for dramatisk værk der udfolder sig over tid.
Berettermodellen består af følgende dele:
- Anslag: En appetitvækker, der anslår filmens tema, stemning og stil.
- Præsentation: Filmens personer og deres indbyrdes relationer, miljø og konflikter præsenteres.
- Uddybning: Det indbyrdes forhold mellem fortællingens personer, intriger og baggrund uddybes.
- Point of no return:  Point of no return er kernen i fortællingen, hvor hovedpersonen sættes i en situation, hvorfra der ikke er nogen vej tilbage
- Konfliktoptrapning: Hovedpersonen bevæger sig fremad mod målet og støder på forhindringer.
- Klimaks og Konfliktopløsning: Dette er fortællingens spændingsmæssig højdepunkt, hvor den afgørende modstand konfronteres, hvorefter konflikten løses.
- Udtoning: Efter klimaks forløses spænding og dramaet nedtones, hvorefter fortællingen afsluttes.

Hvem der præcist har udviklet modellen er uklart, men den kan spores tilbage til Aristoteles, der påpegede, at der, for at der kunne være tale om historie, skulle være en begyndelse, en midte og en slutning til stede. (1450b27).